# Sepultura
Sepultura är ett brasilianskt thrash metal-band, grundat 1984 i Belo Horizonte. Debutalbumet Morbid Visions gavs ut 1986. Sepultura har sålt nästan 20 miljoner skivor.

## Historia
Bandet kommer från Brasilien vilket ibland har satt spår i musiken (trummor och dylikt). Deras mest kända album är Roots från 1996, Chaos A.D. från 1993 och Beneath the Remains från 1989. Sepultura betyder ’grav’ på portugisiska.
Bandets första sättning var Max Cavalera på sång, Igor Cavalera på trummor, Paulo Jr. på bas och Jairo Guedes på gitarr. Guedes valde efter albumet Morbid Visions att hoppa av på grund av musikaliska meningsskiljaktigheter med övriga bandmedlemmar. Ny gitarrist blev Andreas Kisser.
Efter albumet Roots 1996 lämnade Max Cavalera Sepultura och började sedan att spela i Soulfly. Sepulturas popularitet och försäljningssiffror har dalat sedan Cavalera lämnade gruppen. Ersättare blev amerikanen Derrick Green. Max bror Igor Cavalera lämnade bandet under 2006 för att prioritera familjen. Bandets nya trummis blev Jean Dolabella.
Albumet A-Lex, det första med Jean Dolabella på trummor, gavs ut i januari 2009. Skivan är ett konceptalbum och bygger på Anthony Burgess roman A Clockwork Orange.
Trummisen Jean Dolabella lämnade Sepultura 2011, ersattes av Eloy Casagrande.

## Medlemmar
Nuvarande medlemmar
- Paulo Jr. (Paulo Xisto Pinto Junior) – basgitarr (1984– )
- Andreas Kisser – sologitarr (1987– )
- Derrick Green – sång, gitarr (1997– )
- Greyson Nekrutman – trummor (2024– )

Bildgalleri

Sepultura-medlemmar live @ Free & Easy Festival 2015
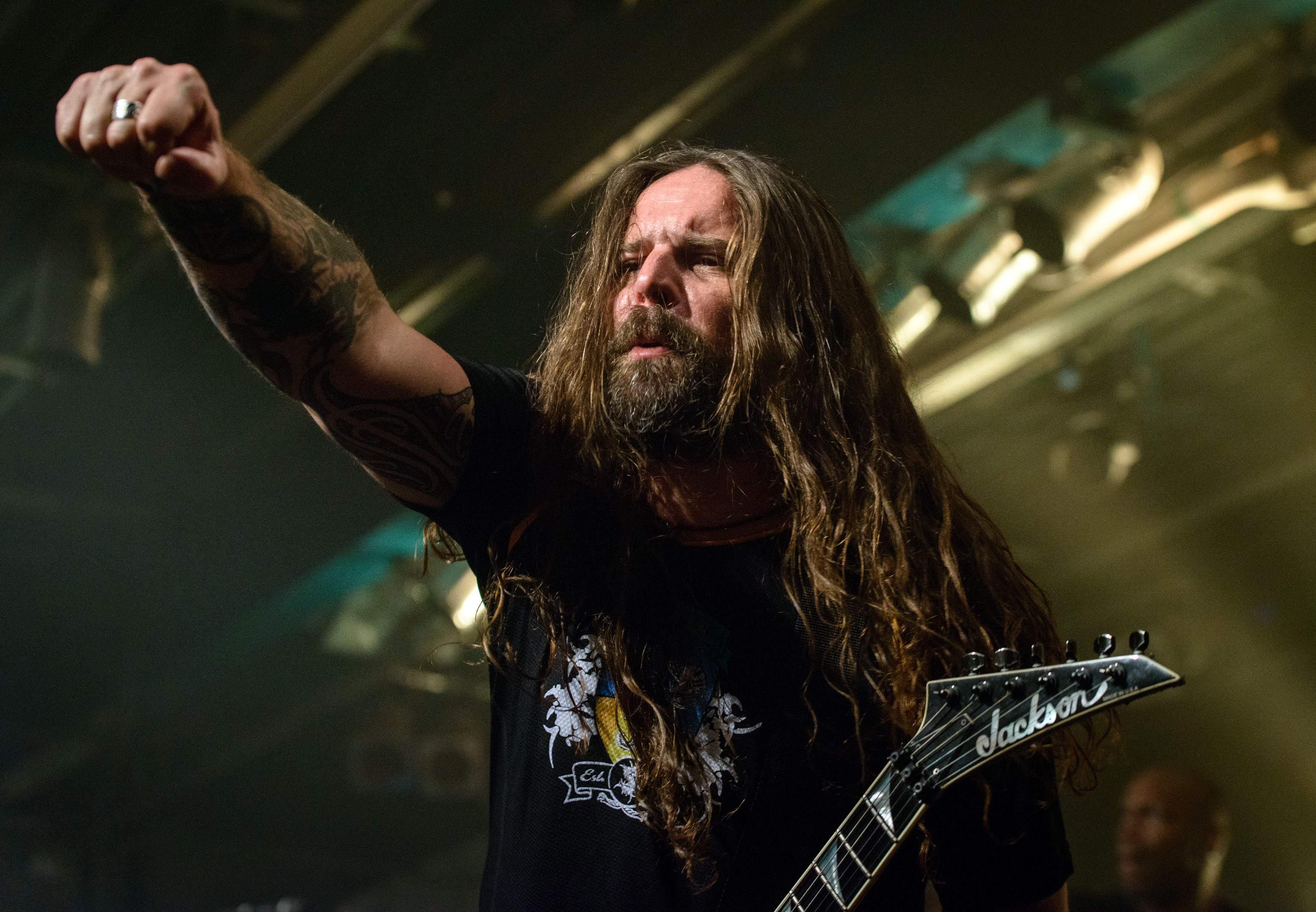
Andreas Kisser
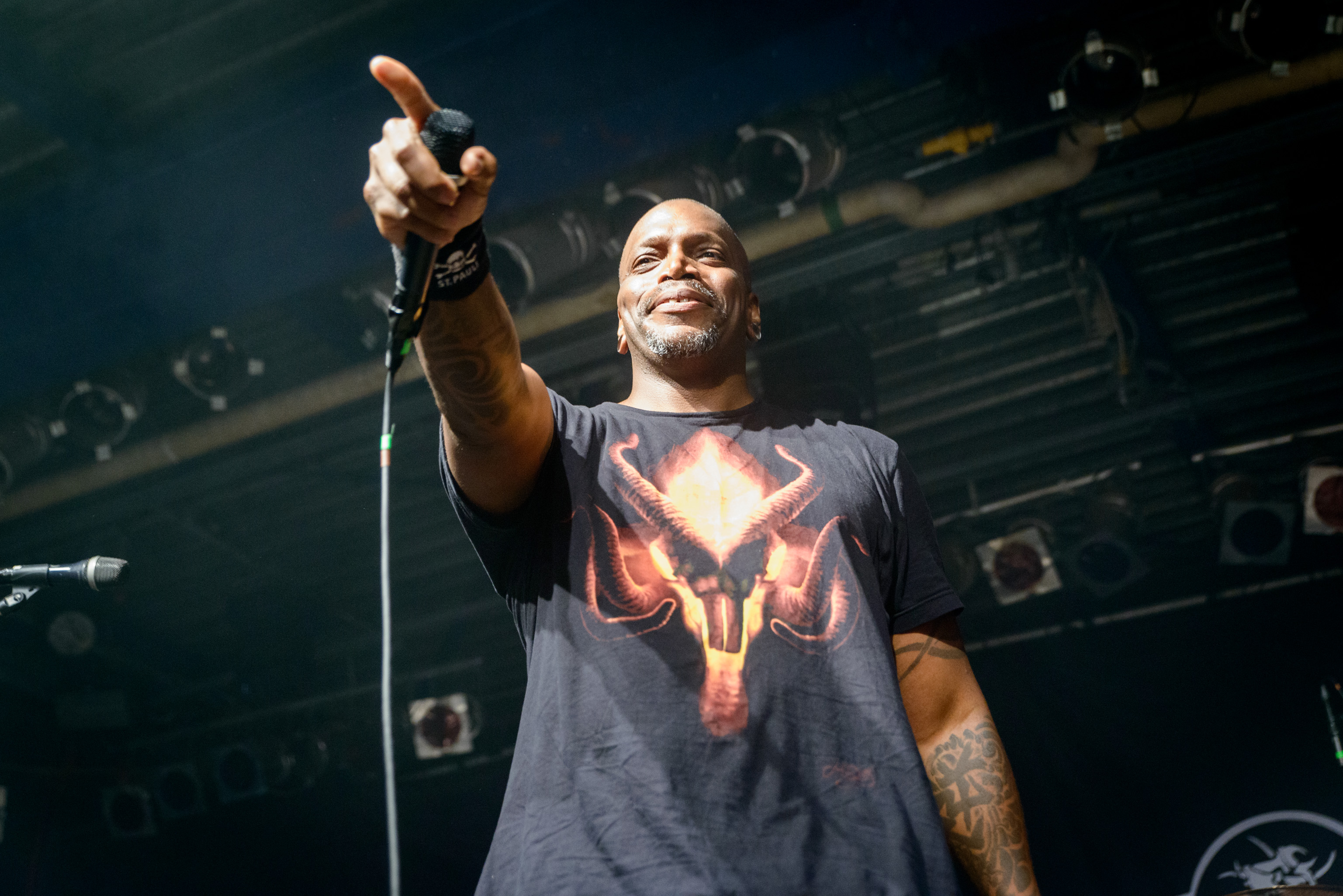
Derrick Green
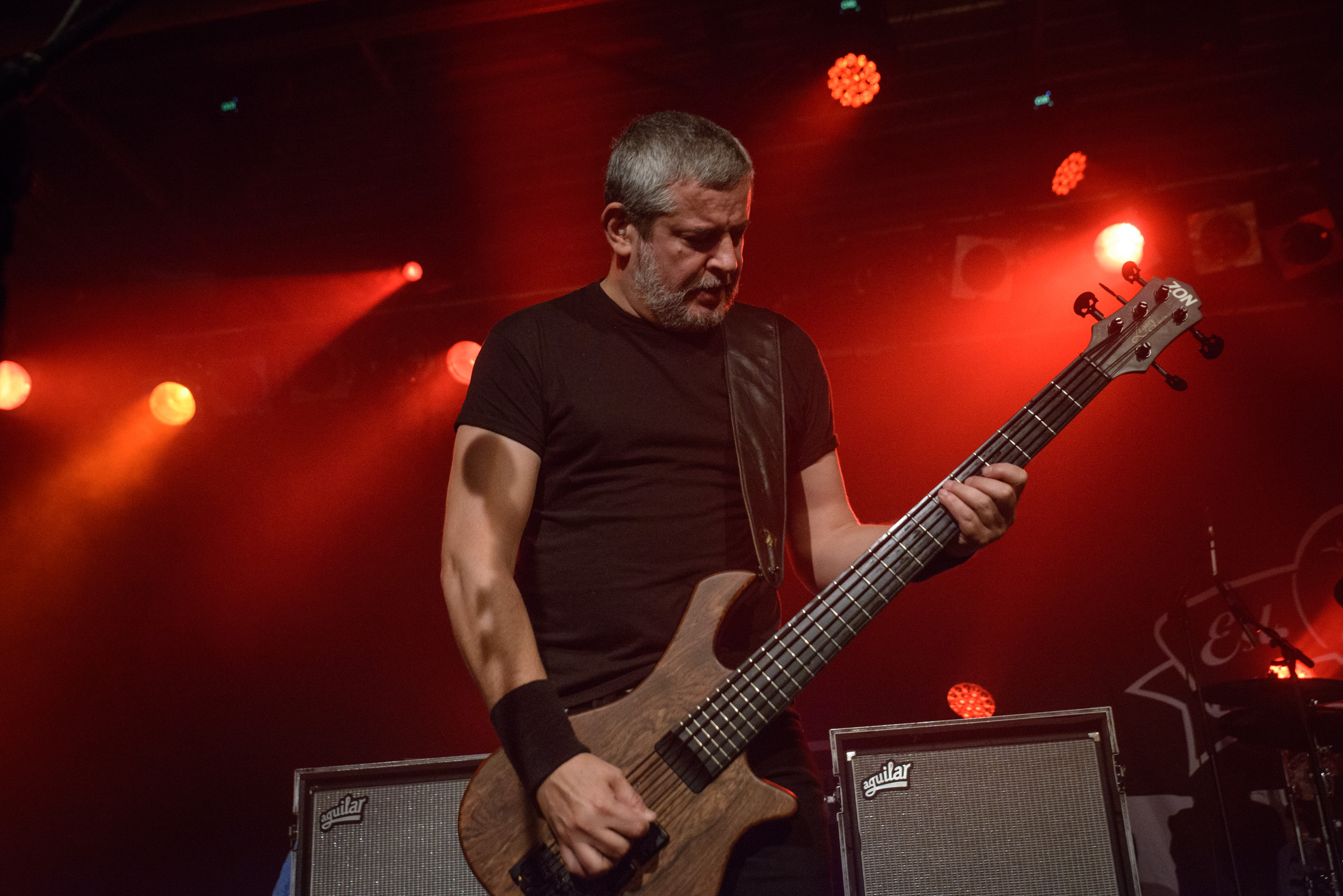
Paulo Jr.
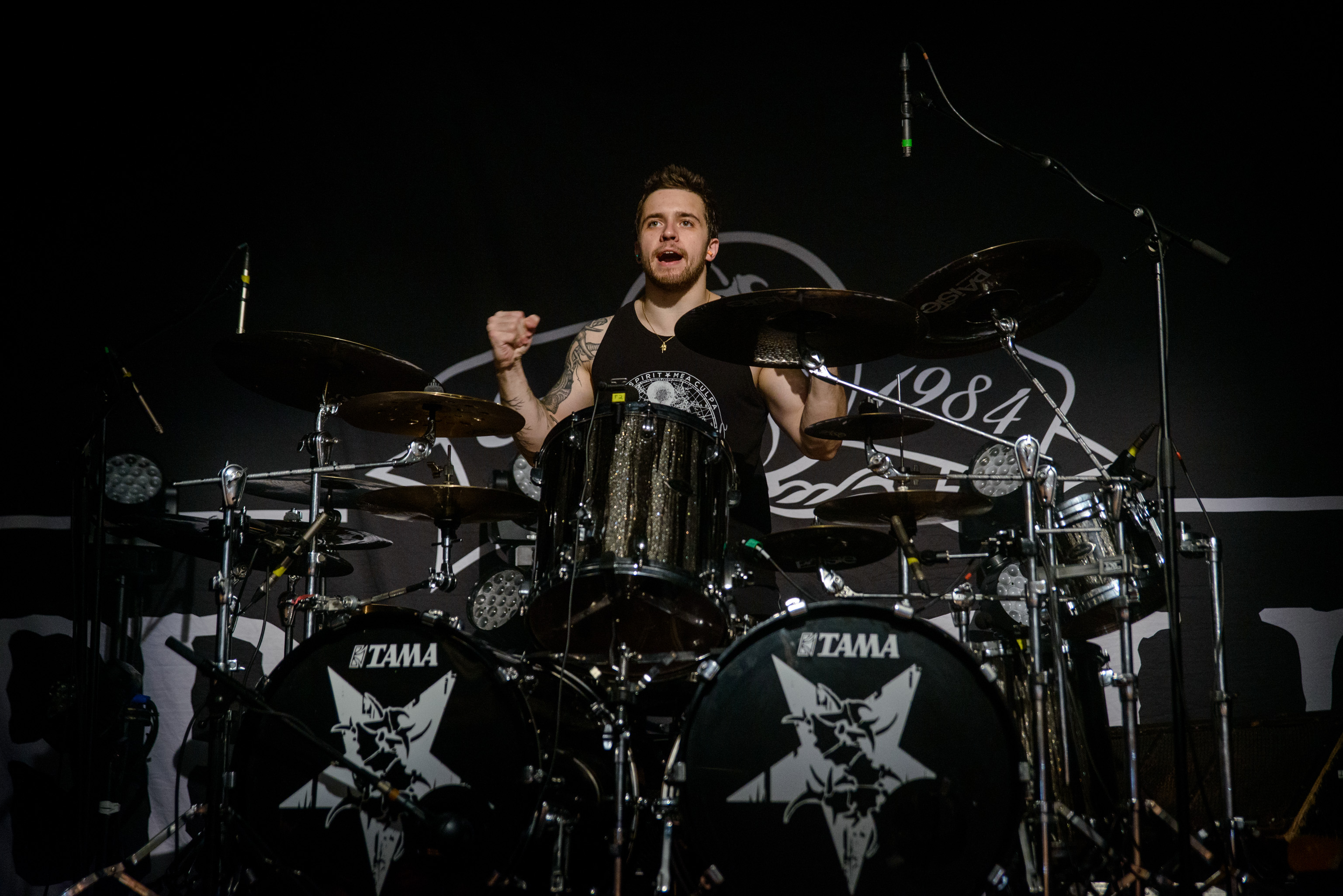
Eloy Casagrande

Tidigare medlemmar
- Roberto "Gato" Raffan – basgitarr (1984)
- Beto Pinga – trummor (1984)
- Igor Cavalera – trummor (1984–2006)
- Max Cavalera – sång, gitarr (1984–1996)
- Cássio – gitarr (1984)
- Roberto UFO	 – gitarr (1984)
- Wagner "Antichrist" Lamounier – sång, gitarr (1984)
- Jairo "Tormentor" Guedz Braga – gitarr (1984–1986)
- Julio Cesar Vieira Franco – sologitarr (1985)
- Jean Dolabella – trummor (2006–2011)

Turnerande medlemmar
- Silvio Golfetti – sologitarr (1991)
- Guilherme Martin – trummor (2005)
- Roy Mayorga – trummor, percussion (2006)
- Amilcar Christófaro – trummor (2011)
- Kevin Foley – trummor (2013)

## Diskografi

### Studioalbum
- 1986 – Morbid Visions
- 1987 – Schizophrenia
- 1989 – Beneath the Remains
- 1991 – Arise
- 1993 – Chaos A.D.
- 1996 – Roots
- 1998 – Against
- 2001 – Nation
- 2003 – Roorback
- 2006 – Dante XXI
- 2009 – A-Lex
- 2011 – Kairos
- 2013 – The Mediator Between Head and Hands Must Be the Heart
- 2017 – Machine Messiah
- 2020 – Quadra

### Livealbum
- 2002 – Under a Pale Grey Sky
- 2005 – Live In São Paulo
- 2013 – Metal Veins - Alive at Rock in Rio
- 2018 – Above the Remains Official Bootleg: Live in Germany '89

### EP
- 1985 – Bestial Devastation
- 1992 – Third World Posse
- 1994 – Refuse/Resist
- 2003 – Revolusongs
- 2014 – Dupla Identidade

### Samlingsalbum
- 1996 – The Roots of Sepultura
- 1997 – Blood-Rooted
- 2006 – The Best of Sepultura
- 2017 – The Roadrunner Albums: 1985-1996 (5xLP box)

### Hemvideor
- 1992 – Under Siege (Live in Barcelona) (VHS)
- 1995 – Third World Chaos (VHS)
- 1996 – We Are What We Are (VHS)
- 2002 – Chaos DVD (DVD)
- 2005 – Live In São Paulo (DVD)